# ان‌جی‌سی ۱۶۴
ان‌جی‌سی ۱۶۴ (انگلیسی: NGC 164) نام یک کهکشان است.